# Topsham (Maine)
Topsham – miasto w Stanach Zjednoczonych, w stanie Maine, w hrabstwie Sagadahoc, położone nad rzeką Androscoggin.